# Gare de Quincieux
La gare de Quincieux est une gare ferroviaire française de la ligne de Paris-Lyon à Marseille-Saint-Charles, située au sud du village, sur le territoire de la commune de Quincieux, à proximité de la zone industrielle, dans la métropole de Lyon, en région Auvergne-Rhône-Alpes.
Elle est mise en service au début des années 1900 par la Compagnie des chemins de fer de Paris à Lyon et à la Méditerranée (PLM). C'est une halte voyageurs de la Société nationale des chemins de fer français (SNCF) du réseau TER Auvergne-Rhône-Alpes, desservie par des trains express régionaux.

## Situation ferroviaire
Établie à 179 mètres d'altitude, la gare de Quincieux est située au point kilométrique (PK) 487,969 de la ligne de Paris-Lyon à Marseille-Saint-Charles, entre les gares ouvertes d'Anse et de Saint-Germain-au-Mont-d'Or. Jusqu'en 1982, la gare de Quincieux - Trévoux s'intercalait entre les deux.
Située à peu de distance de l'entrée nord du triage de Saint-Germain-au-Mont-d'Or, la gare est longée, côté ouest, par une voie de remisage des trains en partance vers le nord.

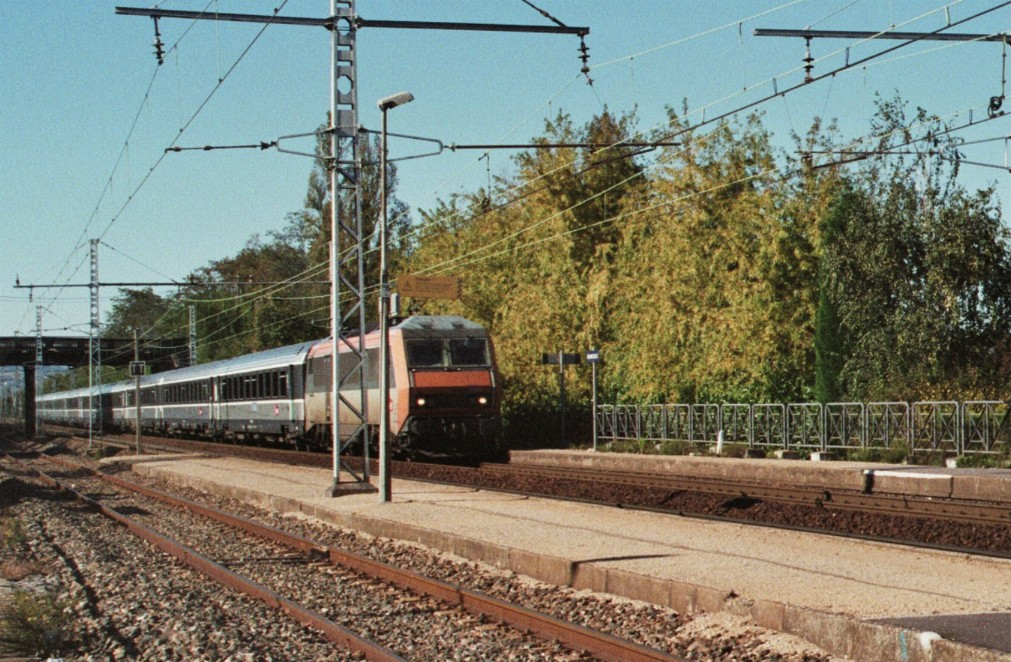
Intérieur de la gare avec un Intercités Dijon - Lyon en transit.

## Histoire
Le chemin de fer arrive près de Quincieux en 1854 avec l'ouverture à l'exploitation de la section de Chalon-sur-Saône à Lyon-Vaise par la Compagnie du chemin de fer de Paris à Lyon. Mais la station ouverte sur la commune, au nord du bourg, est destinée à la desserte de la ville de Trévoux. Plus tard, elle prend le nom de « gare de Quincieux - Trévoux » avant de végéter jusqu'à sa fermeture en 1982.
Au début des années 1900, une halte est ouverte près du village de Quincieux. En 1908, la commune finance la création d'un abri fermé édifié par la Compagnie des chemins de fer de Paris à Lyon et à la Méditerranée (PLM).
En décembre 2007, comme dans toute la région Rhône-Alpes la desserte est cadencée. Elle comporte une relation chaque heure (ou demi-heure aux périodes de pointe), soit 30 services quotidiens dans chaque sens du lundi au vendredi (13 le samedi, et 4 seulement le dimanche). Quincieux est ainsi à 21 minutes de Lyon-Vaise et 26 de Lyon-Perrache, de 6 h 22 (premier départ) à 21 h 5 (dernière arrivée).

## Fréquentation
Selon les estimations de la SNCF, la fréquentation annuelle de la gare s'élève aux nombres indiqués dans le tableau ci-dessous.
| Année     | 2015   | 2016   | 2017   | 2018   | 2019   | 2020   | 2021   | 2022   |
| --------- | ------ | ------ | ------ | ------ | ------ | ------ | ------ | ------ |
| Voyageurs | 50 481 | 53 980 | 61 464 | 63 708 | 73 920 | 60 983 | 74 826 | 91 158 |

## Service des voyageurs

### Accueil
Halte SNCF, c'est un point d'arrêt non géré (PANG) à accès libre. Elle est équipée de deux quais avec abris, encadrant les deux voies utilisées pour la desserte voyageurs.
Un passage à niveau planchéié, permettant la traversée des voies et le passage d'un quai à l'autre, a été supprimé depuis l'installation d'une passerelle aérienne équipée d'ascenseurs en 2016.

### Desserte
Quincieux est une halte voyageurs SNCF du réseau TER Auvergne-Rhône-Alpes, desservie par des trains express régionaux de la relation : Mâcon-Ville (ou Villefranche-sur-Saône) - Vienne (ou Lyon-Perrache).

### Intermodalité
Un service de cars TER dessert le village ; l'arrêt est sur la route départementale 51 (RD 51), pour des relations vers Villefranche-sur-Saône ou Lyon-Perrache.
Depuis le 6 mars 2017, la ligne 96 du réseau TCL relie la gare à Neuville-sur-Saône en desservant le bourg de Quincieux.